# جون كينيدي (لاعب كريكت)
جون كينيدي (15 ديسمبر 1931 - ) (بالإنجليزية: John Kennedy)‏ هو لاعب كريكت بريطاني.